# Folkedrabet på Herero- og Namaquafolkene
Folkedrabet på Herero- og Namaquafolkene bliver betragtet som det første folkedrab i det 20. århundrede. Det fandt sted fra 1904 til 1907 i Tysk Sydvestafrika (i dags Namibia), under kapløbet om Afrika.
Den 12. januar 1904 gjorde Herero-folket oprør mod det tyske kolonistyre. Oprøret blev ledet af Samuel Maharero. I August slog den tyske general Lothar von Trotha hereroerne i Slaget på Waterberg og drog dem ud i ørkenen i Omaheke, hvor de fleste døde af tørst. I oktober gjorde også Nama-folket oprør imod tyskerne, hvorfor de led en lignende skæbne.
Alt i alt døde mellem 24.000 og 100.000 hereroer sammen med 10.000 namaer. Folkemordet var kendetegnet ved død af sult og tørst ved at forhindre hereroerne i at vende tilbage fra Namibørkenen. Nogle kilder hævder også at den tyske kolonihær systematisk forgiftede ørkenens vandkilder.
I 1985 klassificerede en FN-kommission om beskyttelsen af menneskerettigheder i den såkaldte Whitaker Report efterspillet på hererooprøret som et forsøg på at udrydde herero- og namaquafolkene fra Sydvestafrika, og derfor som et af de tidligste forsøg på folkedrab i det 20. århundrede. Den tyske regering anerkende og undskyldte for begivenhederne i 2004.